# Synagoge (Odolanów)
Die Synagoge in Odolanów (deutsch Adelnau), einer Stadt im Westen Polens, die zum Powiat Ostrowski in der Woiwodschaft Großpolen gehört, wurde 1828 errichtet.
Der Synagogenbau wurde von wohlhabenden Mitgliedern der jüdischen Gemeinde finanziert.
Bis Anfang der 1870er Jahre besaß die Gemeinde einen eigenen Rabbiner. Danach war lediglich ein Lehrer bzw. Kantor angestellt.
Das Synagogengebäude wurde während der deutschen Besetzung im Zweiten Weltkrieg verwüstet und diente nach 1945 lange Zeit als Wohn- und Lagerhaus. Die örtlichen Juden wurden zunächst in das nahe gelegene Ostrów Wielkopolski und 1940 in das Ghetto Łódź verbracht. Heute ist das Gebäude eine Ruine, es befindet sich im Besitz der Jüdischen Gemeinde Breslau.